# Assiria (provincia romana)
L'Assiria o Assyria Provincia era una delle tre province (Armenia, Mesopotamia, e Assiria) create dall'Imperatore romano Traiano nel 116 ca. in seguito a una vittoriosa campagna militare contro la Partia, nell'odierno Iraq.

## Statuto
Nonostante la vittoria militare di Roma, la provincia di Traiano fin dall'inizio non ebbe vita facile. Nel 116, un principe partico, Santruce, organizzò una rivolta armata nelle nuove province romane. Durante la rivolta, le guarnigioni romane in Assiria e in Mesopotamia vennero cacciate dai loro posti, e un generale romano venne ucciso quando il suo esercito tentò invano di fermare la ribellione.
Quando Traiano morì nel 117, il suo successore, Adriano, decise di rinunciare alle conquiste in Oriente di Traiano. Adriano riteneva che l'impero fosse troppo esteso, e riteneva più conveniente ritirarsi su confini più facilmente difendibili. Di conseguenza, Adriano fece evacuare le tre province conquistate in Oriente da Traiano nel 118.

## Ubicazione

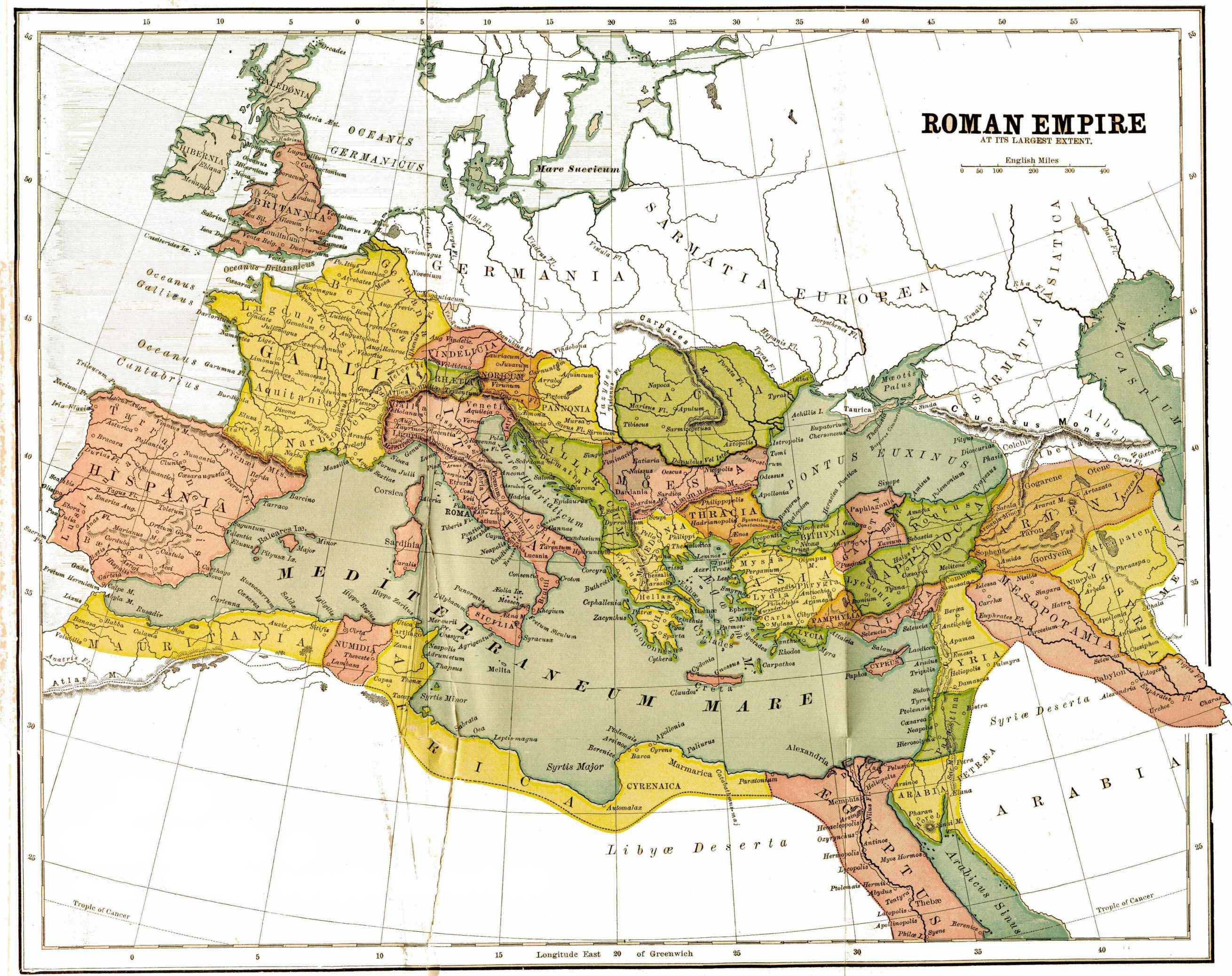
Mappa con la provincia di Assiria includendo l'Atropatene persiano

Sebbene molte fonti citino la creazione di una provincia chiamata Assiria durante la campagna di Traiano, esiste qualche disaccordo riguardo alla sua esatta ubicazione.
La maggioranza degli esperti affermano che era localizzata a nordest del fiume Tigri. Ma alcuni studiosi moderni sostengono che l'Assyria Provincia si trovasse tra il Tigri e l'Eufrate, nell'odierno Iraq centrale, un'ipotesi confermata dall'opera dello storico romano del IV secolo Festo.
Tuttavia, altre fonti sostengono che la provincia si trovasse a est del Tigri, in una regione in passato nota come Adiabene, e finanche includesse l'Atropatene nel nordovest persiano.

## Storia
Il ritiro di Adriano dall'Assiria nel 118 non segnò la fine della dominazione romana in questa regione. Una seconda campagna partica venne lanciata dal 161-165 sotto il comando di Lucio Vero, con l'esercito romano che riuscì di nuovo a conquistare dei territori a est dell'Eufrate. Roma condusse un'ulteriore guerra contro i Parti nel 197-8 sotto il comando dell'imperatore Settimio Severo. In seguito alla sua vittoriosa campagna, Severo istituì due nuove province romane (Osroene e Mesopotamia) sui territori annessi da Traiano nel 114-117. Severo inoltre collocò due legioni romane nelle nuove province in modo da renderle stabili e prevenire attacchi da parte dei Parti. L'influenza romana nella regione giunse a una fine al tempo dell'imperatore Gioviano nel 363, dopo che egli ebbe concluso uno sbrigativo accordo di pace con i Sasanidi al fine di poter marciare indisturbato alla volta di Costantinopoli.
Nonostante tale attività romana nella regione, nessuna fonte parla di una provincia romana di Assiria in seguito all'evacuazione di Adriano nel 118. Quando Settimo Severo creò le province di Osroene e Mesopotamia alla fine del secondo secolo, non vi è nessuna menzione a una provincia romana di Assiria. Durante i suoi viaggi con Gioviano nel Vicino Oriente, lo storico romano Ammiano Marcellino dice che l'Adiabene era "in passato chiamato Assiria;" forse riferendosi alla provincia Assyria Provincia di Traiano. Ammiano Marcellino si riferisce anche a una regione chiamata Assiria localizzata tra il Tigri e l'Eufrate, ma non fa alcun riferimento a un attuale provincia romana che porta quel nome. Quindi, sembra che la provincia di Assiria esistette solo durante il regno di Traiano, e non venne ricostituita durante le successive occupazioni romane della regione.